# Nordmannia guichardi
Nordmannia guichardi är en fjärilsart som beskrevs av Higgins 1965. Nordmannia guichardi ingår i släktet Nordmannia och familjen juvelvingar. Inga underarter finns listade i Catalogue of Life.